# Daniel Pauluzzi
Daniel Pauluzzi (* 22. Februar 1866 in Unterach am Attersee, Oberösterreich; † 18. Februar 1956 in München) war ein österreichischer Maler und Bildhauer. Er war einer der wichtigsten Vertreter der Kunstschule Graz, an der er lange gearbeitet und gelehrt hat.

## Werdegang
Pauluzzis Familie litt in Folge des frühen Todes des Vaters an Armut. Baronin Egkh vermittelte ihm bereits im Alter von neun Jahren den Besuch der Landeskunstschule. Nach der Bürgerschule trat er mit 15 Jahren bei Jakob Gschiel als Lehrling ein, wechselte nach kurzer Zeit zur Kunstanstalt August Matthey, wo er aber bald aus dem Lehrvertrag ausstieg. Sein Ausdrucksvermögen und seine malerischen Fertigkeiten verbesserte er im Rahmen von mehreren Studienreisen innerhalb Europas. Mit 17 Jahren ging er als Lithograph nach Augsburg. Danach zog es ihn nach Brüssel, Antwerpen  und  Leipzig, ehe an der Kunstgewerbeschule Nürnberg bei Karl Jäger lernte. 1888 erfolgte die Aufnahme in die Kunstakademie München. Zunächst arbeitete er freischaffender Künstler in Graz. Später wurde er  Lehrer an der Grazer Kunstgewerbeschule, der Steirischen Landeskunstschule und Honorardozent der Technischen Hochschule.
Zum Zeitpunkt des „Anschlusses“  war er ein über 70-jähriger anerkannter Künstler. Am 24. Juni 1938 beantragte er die Aufnahme in die NSDAP und wurde zum 1. Januar 1941 aufgenommen (Mitgliedsnummer 7.925.626). Nach 1945 wurde er als minderbelastet eingestuft. Eine Historikerkommission der Stadt Graz beurteilte ihn als „Unterstützer und Profiteur des Regimes“. Insgesamt war er 75 Jahre tätig und so umfasst sein Lebenswerk viele Werke über einen weiten Bereich. Besonders bekannt ist er dadurch, dass ihm gelang, das „Grazer Lokalkolorit“ des 19. und 20. Jahrhunderts in seiner Natürlichkeit und Menschlichkeit darzustellen.
Er ist auf dem St.-Leonhard-Friedhof in Graz beigesetzt. Die Pauluzzigasse im Grazer Stadtteil St. Leonhard ist nach ihm benannt, da sich hier sein Atelier befand.